# Mys Shmidta
Mys Shmidta (en ruso: Мыс Шми́дта) es una localidad rural del distrito autónomo de Chukotka, Rusia, ubicada 5 km al sureste del cabo del mismo nombre, en el mar de Chukotka —que es parte del océano Ártico— al sur de la isla de Wrangel y a unos 650 km al norte de Anádyr, la capital del distrito autónomo. Su población en el año 2010 era de 492 habitantes.

## Historia

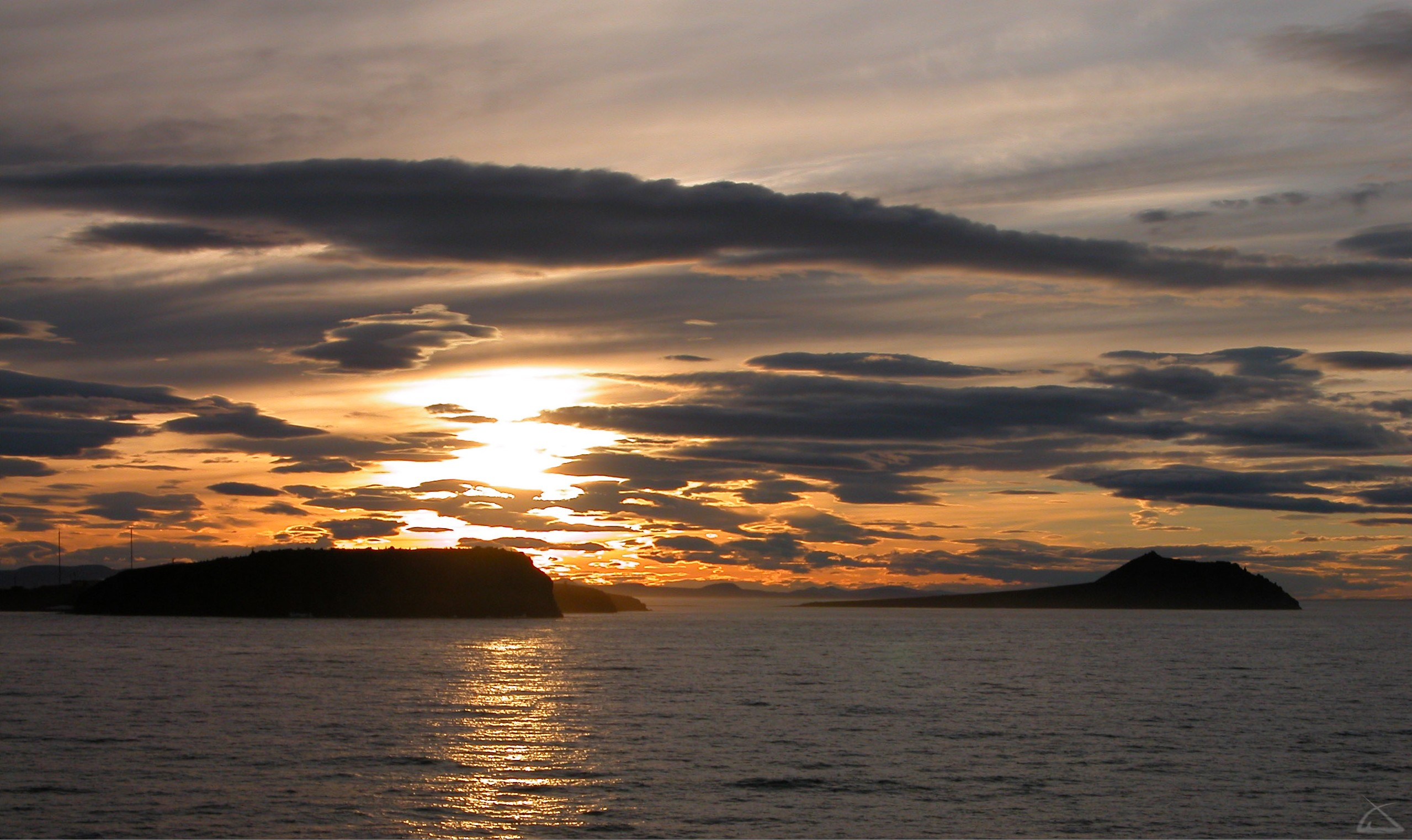
Vista del cabo Norte —antiguo cabo Schmidt— desde el mar de Chukotka

El capitán James Cook llegó al cabo Norte, por aquel entonces cabo Schmidt —llamado así en honor a Otto Schmidt un científico, matemático, astrónomo, geofísico, político, académico, héroe de la URSS y miembro del Partido Comunista soviético—, en 1778. Cook venía de navegar por el estrecho de Bering entrando posteriormente en el mar de Chukotka, demostrando que Rusia y Alaska estaban separadas.
El moderno asentamiento se fundó en 1931, como parte de los intentos de la Unión Soviética de desarrollar el noreste del país. El asentamiento está constituido por un aeropuerto y las casas alrededor de las minas de estaño y oro. La región en su conjunto ha experimentado una mejoría de condiciones desde que los barcos rompehielos han empezado a navegar a través de la ruta del mar del Norte.

## Clima
| Parámetros climáticos promedio de Mys Shmidta (1981-2010) | Parámetros climáticos promedio de Mys Shmidta (1981-2010) | Parámetros climáticos promedio de Mys Shmidta (1981-2010) | Parámetros climáticos promedio de Mys Shmidta (1981-2010) | Parámetros climáticos promedio de Mys Shmidta (1981-2010) | Parámetros climáticos promedio de Mys Shmidta (1981-2010) | Parámetros climáticos promedio de Mys Shmidta (1981-2010) | Parámetros climáticos promedio de Mys Shmidta (1981-2010) | Parámetros climáticos promedio de Mys Shmidta (1981-2010) | Parámetros climáticos promedio de Mys Shmidta (1981-2010) | Parámetros climáticos promedio de Mys Shmidta (1981-2010) | Parámetros climáticos promedio de Mys Shmidta (1981-2010) | Parámetros climáticos promedio de Mys Shmidta (1981-2010) | Parámetros climáticos promedio de Mys Shmidta (1981-2010) |
| Mes                                                       | Ene.                                                      | Feb.                                                      | Mar.                                                      | Abr.                                                      | May.                                                      | Jun.                                                      | Jul.                                                      | Ago.                                                      | Sep.                                                      | Oct.                                                      | Nov.                                                      | Dic.                                                      | Anual                                                     |
| --------------------------------------------------------- | --------------------------------------------------------- | --------------------------------------------------------- | --------------------------------------------------------- | --------------------------------------------------------- | --------------------------------------------------------- | --------------------------------------------------------- | --------------------------------------------------------- | --------------------------------------------------------- | --------------------------------------------------------- | --------------------------------------------------------- | --------------------------------------------------------- | --------------------------------------------------------- | --------------------------------------------------------- |
| Temp. máx. abs. (°C)                                      | 9.8                                                       | 5.2                                                       | 8.9                                                       | 8.1                                                       | 16.1                                                      | 28.3                                                      | 30.0                                                      | 29.2                                                      | 22.7                                                      | 11.9                                                      | 8.6                                                       | 6.9                                                       | 30.0                                                      |
| Temp. máx. media (°C)                                     | -22.6                                                     | -22.4                                                     | -19.4                                                     | -13.0                                                     | -2.0                                                      | 5.7                                                       | 8.7                                                       | 7.4                                                       | 3.2                                                       | -4.4                                                      | -11.9                                                     | -19.4                                                     | -7.5                                                      |
| Temp. media (°C)                                          | -25.6                                                     | -25.7                                                     | -23.6                                                     | -17.1                                                     | -5.1                                                      | 2.2                                                       | 4.8                                                       | 3.9                                                       | 0.6                                                       | -7.0                                                      | -14.9                                                     | -22.3                                                     | -10.8                                                     |
| Temp. mín. media (°C)                                     | -29.1                                                     | -29.2                                                     | -27.2                                                     | -21.4                                                     | -8.2                                                      | -0.3                                                      | 2.1                                                       | 1.7                                                       | -1.5                                                      | -9.9                                                      | -18.1                                                     | -25.6                                                     | -13.9                                                     |
| Temp. mín. abs. (°C)                                      | -45.7                                                     | -46.1                                                     | -45.7                                                     | -39.0                                                     | -32.5                                                     | -11.3                                                     | -4.7                                                      | -7.1                                                      | -17.8                                                     | -37.0                                                     | -39.6                                                     | -45.4                                                     | -46.1                                                     |
| Precipitación total (mm)                                  | 14                                                        | 14                                                        | 8                                                         | 11                                                        | 15                                                        | 17                                                        | 31                                                        | 40                                                        | 36                                                        | 31                                                        | 27                                                        | 18                                                        | 262                                                       |
| Nevadas (cm)                                              | 62                                                        | 69                                                        | 72                                                        | 74                                                        | 65                                                        | 12                                                        | 0                                                         | 0                                                         | 2                                                         | 20                                                        | 43                                                        | 56                                                        | 475                                                       |
| Días de lluvias (≥ 1 mm)                                  | 0                                                         | 0.1                                                       | 0.1                                                       | 0.4                                                       | 4                                                         | 11                                                        | 16                                                        | 18                                                        | 14                                                        | 3                                                         | 1                                                         | 0.2                                                       | 67.8                                                      |
| Días de nevadas (≥ 1 mm)                                  | 16                                                        | 16                                                        | 14                                                        | 16                                                        | 18                                                        | 8                                                         | 3                                                         | 5                                                         | 15                                                        | 23                                                        | 21                                                        | 17                                                        | 172                                                       |
| Horas de sol                                              | 4                                                         | 55                                                        | 173                                                       | 254                                                       | 208                                                       | 256                                                       | 233                                                       | 133                                                       | 83                                                        | 55                                                        | 9                                                         | 0                                                         | 1463                                                      |
| Humedad relativa (%)                                      | 84                                                        | 83                                                        | 83                                                        | 85                                                        | 88                                                        | 87                                                        | 87                                                        | 89                                                        | 88                                                        | 85                                                        | 86                                                        | 85                                                        | 85.8                                                      |
| Fuente n.º 1: Погода и климат                             |                                                           |                                                           |                                                           |                                                           |                                                           |                                                           |                                                           |                                                           |                                                           |                                                           |                                                           |                                                           |                                                           |
| Fuente n.º 2: NOAA (Horas de sol, 1961-1990)              |                                                           |                                                           |                                                           |                                                           |                                                           |                                                           |                                                           |                                                           |                                                           |                                                           |                                                           |                                                           |                                                           |